# Oreopanax simplicifolius
Oreopanax simplicifolius är en araliaväxtart som beskrevs av Schröt. Oreopanax simplicifolius ingår i släktet Oreopanax och familjen Araliaceae. Inga underarter finns listade.